# Беларусь на чемпионате мира по гребле на байдарках и каноэ 2007
На 36-м чемпионате мира по гребле на байдарках и каноэ Беларусь представляло 22 спортсмена.

## Результаты
|          | Золото | Серебро | Бронза | Всего |
| -------- | ------ | ------- | ------ | ----- |
| Беларусь | 1      | 2       | 1      | 4     |

Золотые медали завоевали:
- 200 метров — байдарка-двойка: Роман Петрушенко и Вадим Махнев

Серебряные медали завоевали:
- 500 метров — байдарка-двойка: Роман Петрушенко и Вадим Махнев
- 500 метров — байдарка-четверка: Станислав Стрельченко, Денис Жигадло, Сергей Финдюкевич, Руслан Бичан

Бронзовые медали завоевали:
- 200 метров — каноэ-четвёрка: Дмитрий Рябченко, Дмитрий Войтишкин, Константин Щербак и Александр Волчецкий